# Боцяни (Лодзинське воєводство)
Боцяни (пол. Bociany) — село в Польщі, у гміні Стшельці Кутновського повіту Лодзинського воєводства.
Населення — 60 осіб (2011).
У 1975-1998 роках село належало до Плоцького воєводства.

## Демографія
Демографічна структура станом на 31 березня 2011 року:
|          | Загалом | Допрацездатний вік | Працездатний вік | Постпрацездатний вік |
| -------- | ------- | ------------------ | ---------------- | -------------------- |
| Чоловіки | 29      | 3                  | 26               | 0                    |
| Жінки    | 31      | 3                  | 18               | 10                   |
| Разом    | 60      | 6                  | 44               | 10                   |